# ヘラルト・ダヴィト
ヘラルト・ダヴィト （Gerard David ,1460年頃 - 1523年8月13日）は、初期フランドル派の画家。初期オランダ・ルネサンス期に活躍した。

## 生涯
彼はオウデヴァーテル（現在のオランダ・ユトレヒト州の町）で生まれた。彼の画家としての経歴は、画家組合に入ったブルッヘの時代が最も長い。1494年にハンス・メムリンクが死ぬと、ダヴィトはブルッヘの主要な画家となった。
ダヴィトは忘れられた存在であったが、1860年代初頭にブルッヘの公的記録が調査され、画家の生涯に光をもたらした。現在の記録的証拠は以下のとおりである。
ダヴィトは1483年にブルッヘにやってきた。おそらくアルベルト・ファン・アウワーテルの元で初期の画風を確立したハールレムからやってきたとされる。1484年にブルッヘの聖ルカ組合に加入した。そして1501年には長老格となった。1496年、金細工師組合の長老格の娘コルネリア・クヌープと結婚。彼は町の代表格の一人となった。彼は1523年8月13日に亡くなり、ブルッヘの聖母教会に埋葬された。

## 作品
ダヴィトは初期の作品で、ディルク・ボウツ、オウデヴァーテル、ヘールトヘン・トット・シント・ヤンスといったハールレム画家たちを継ぎ、既に色彩効果に巧みな画家として秀でた能力を見せていた。初期の作品『聖ヨハネ』はベルリンのカウフマン・コレクションが所蔵し、『聖ヒエロムニス』はサルティングス・コレクションが所蔵する。ブルッヘでは、彼はヤン・ファン・エイク、ロヒール・ファン・デル・ウェイデン、フーゴー・ファン・デル・グースらの傑作の模写をし学んだ。ここで彼はハンス・メムリンクの影響を最も強く受けることになる。メムリンクから対象を取り扱う際の真面目さ、人物を描写する上でのより優れた現実主義、そして人物を規律正しく配置することを習得した。
1515年、ダヴィトはアントウェルペンを訪れ、クエンティン・マサイスの作品に感銘を受けた。マサイスはより偉大な生命力と聖なる題材の概念における親しみを紹介した人物である。ダヴィドの描いた『ピエタ』はロンドンのナショナル・ギャラリーに、『十字架降架』はパリのカヴァッロ・コレクション所蔵である。これらはこの影響下で描かれ、劇的な動きの感覚で注目される。しかしダヴィトの宿命ともいえる作品は、アントウェルペン訪問の前に彼が描いた巨大祭壇画である。『聖カタリナの結婚』はロンドンのナショナル・ギャラリーに、『王座に就く聖母と聖人たち』はジェノヴァのブリニョーレ・サーレ・コレクション所蔵である。『被昇天』はジグマリンゲン・コレクション、1509年、ブルッヘのシオンのカルメル会尼僧院から謝礼なしで描いたという『聖女たちの中の聖母子』は、現在ルーアン美術館にある。
ほんの数作だけがブルッヘに残る。『カンビュセスの審判』、『シサムネスの強奪』、『キリストの洗礼』がグルーニング美術館にある。聖母教会には『キリストの変容』がある。残りは世界中に散らばり、これが彼の名前を忘れさせ歴史に埋もれさせることとなった。彼の作品中には、美の全てと精髄が注ぎ込まれている。彼は芸術史に何も刷新を加えなかった。彼の最高の作品でさえ、彼は先駆者や同時代の画家の芸術に新たな多様性を与えたのみである。彼の絵画のかなりの数が、初期フランドル画家の展示のため1902年にブルッヘに集められた。

## 伝承
ダヴィトが死んだ当時、ブルッヘの栄光と画家の隆盛は衰えつつあった。アントウェルペンが、それに代わって政治的・商業中心地であると同様に、芸術の牽引役となった。ブルッヘでのダヴィトの弟子はアドリアーン・イセンブラント、アルベルト・コルネリウス、アンブロシウス・ベンソンのみが重要と記録される。その他のフランドル画家、ヨアヒム・パティニール、ヤン・ホッサールトは彼によりいくらかの影響を受けた。

## ギャラリー

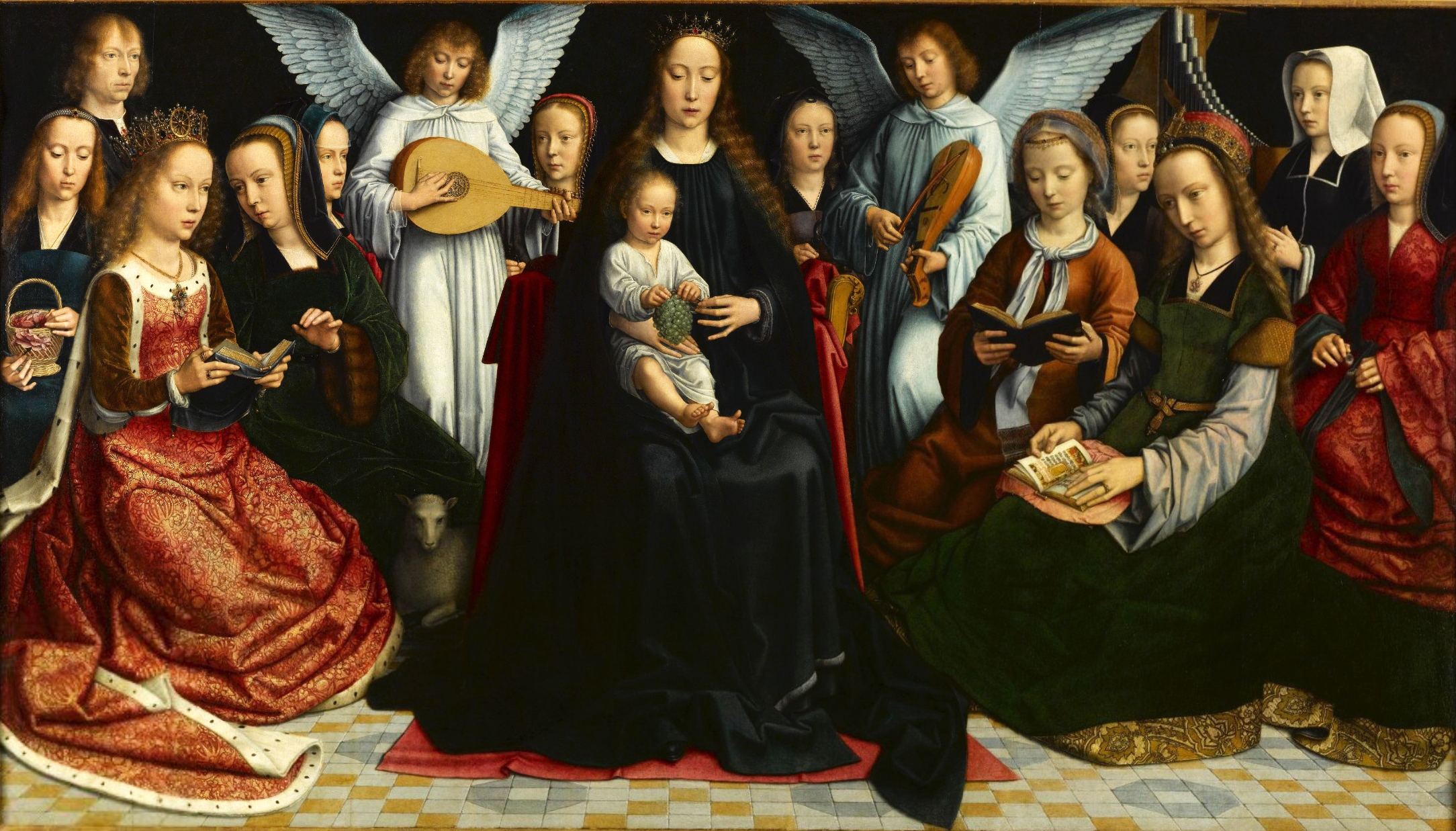
『聖女たちの中の聖母子』 (1509年)、ルーアン美術館
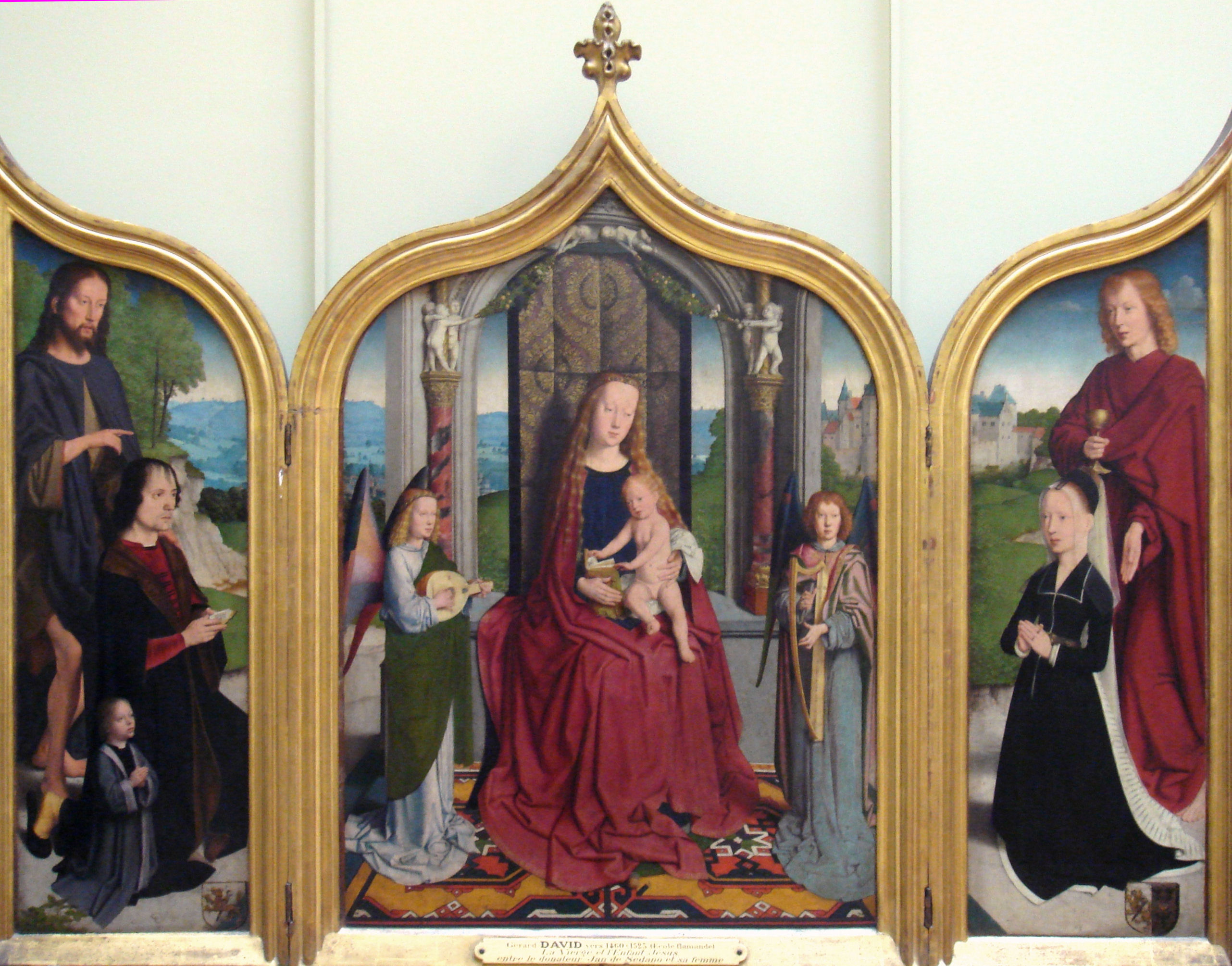
『セダノ家の三連祭壇画』 (1494年頃)、ルーヴル美術館
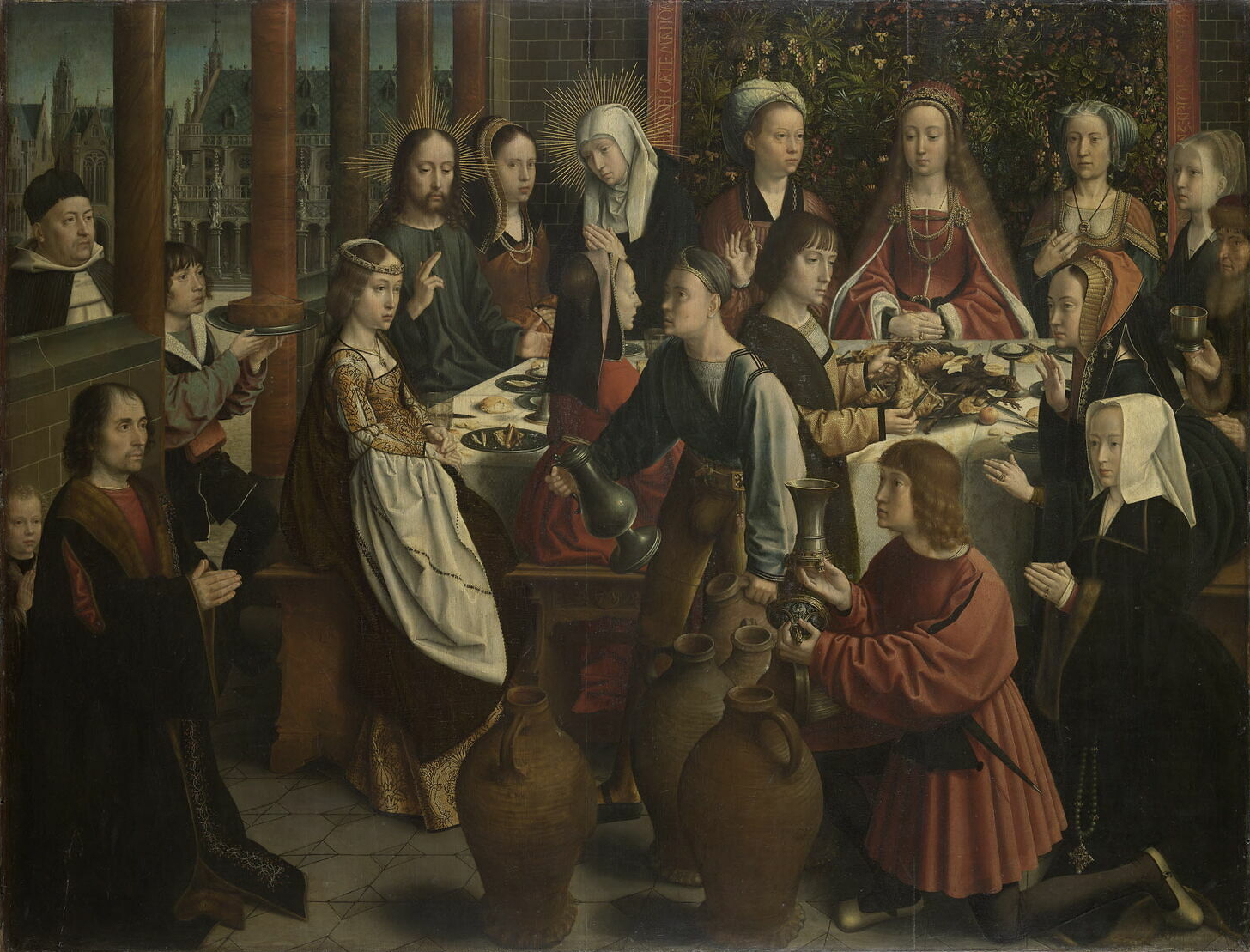
『カナの婚宴』 (1500年-1510年)、ルーヴル美術館
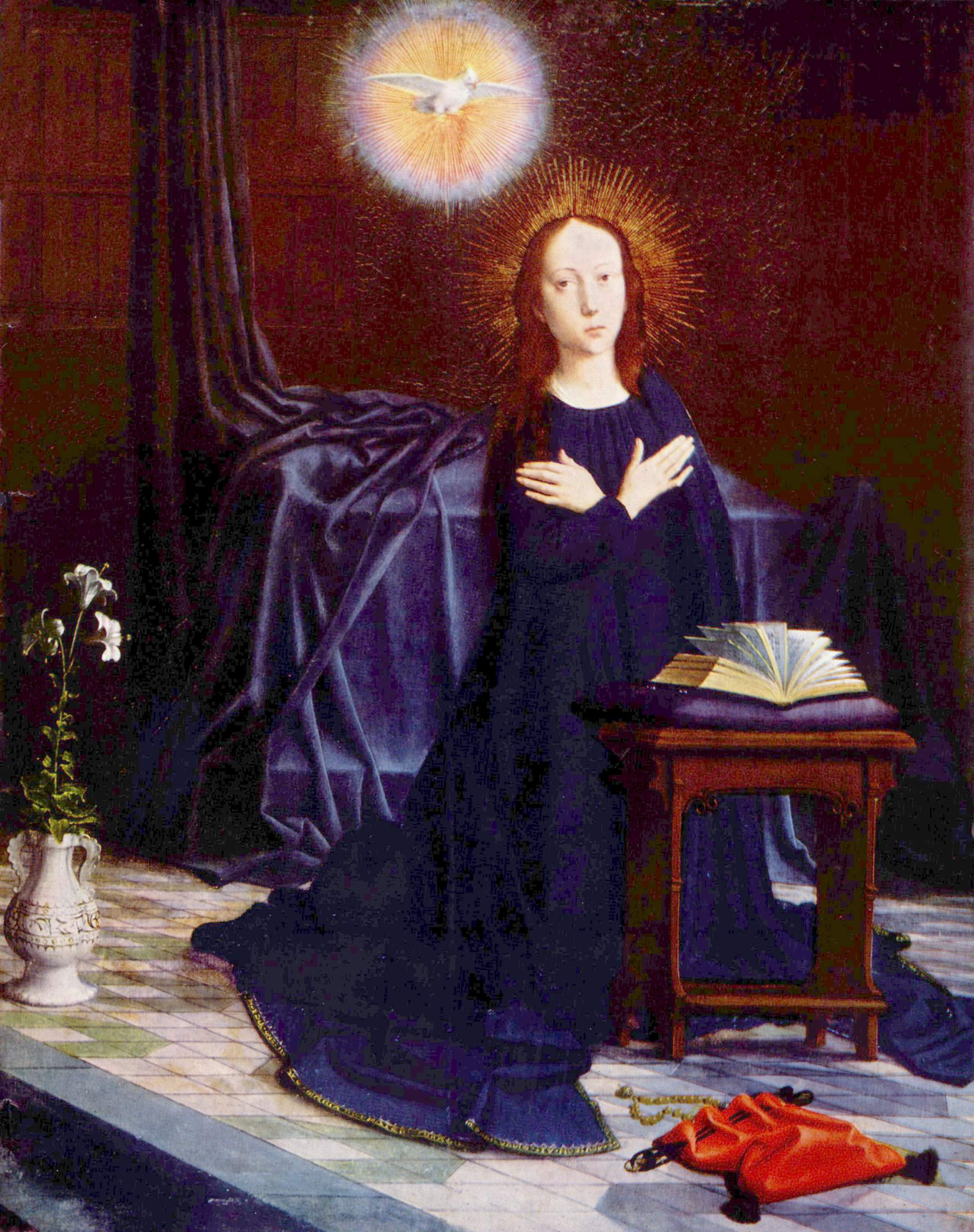
『受胎告知』 (1500年-1510年頃)
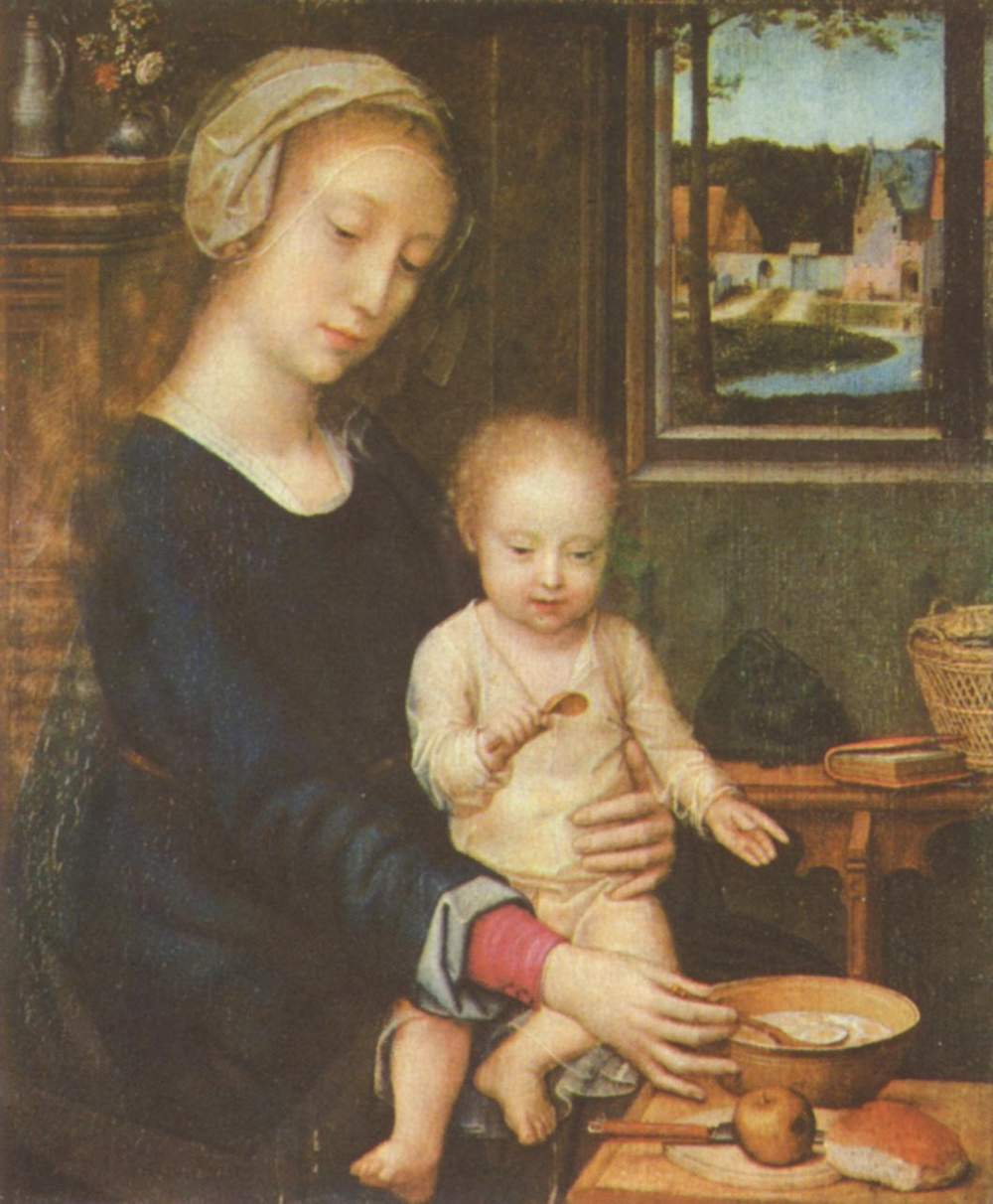
『聖母子とミルク粥』 (1510年)
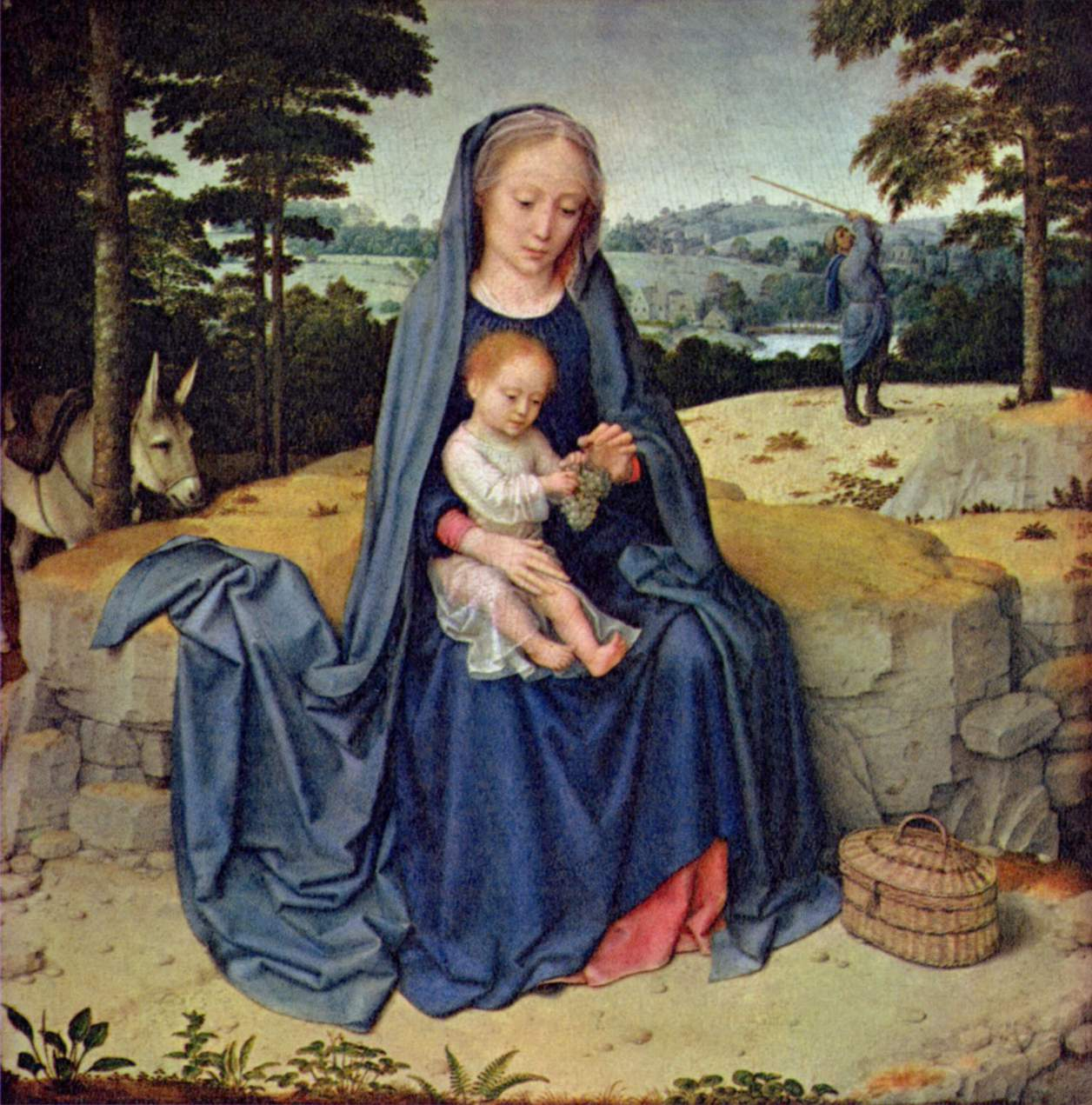
『エジプトへの逃避途上の休息』 (1510年頃)、ナショナル・ギャラリー (ワシントン)
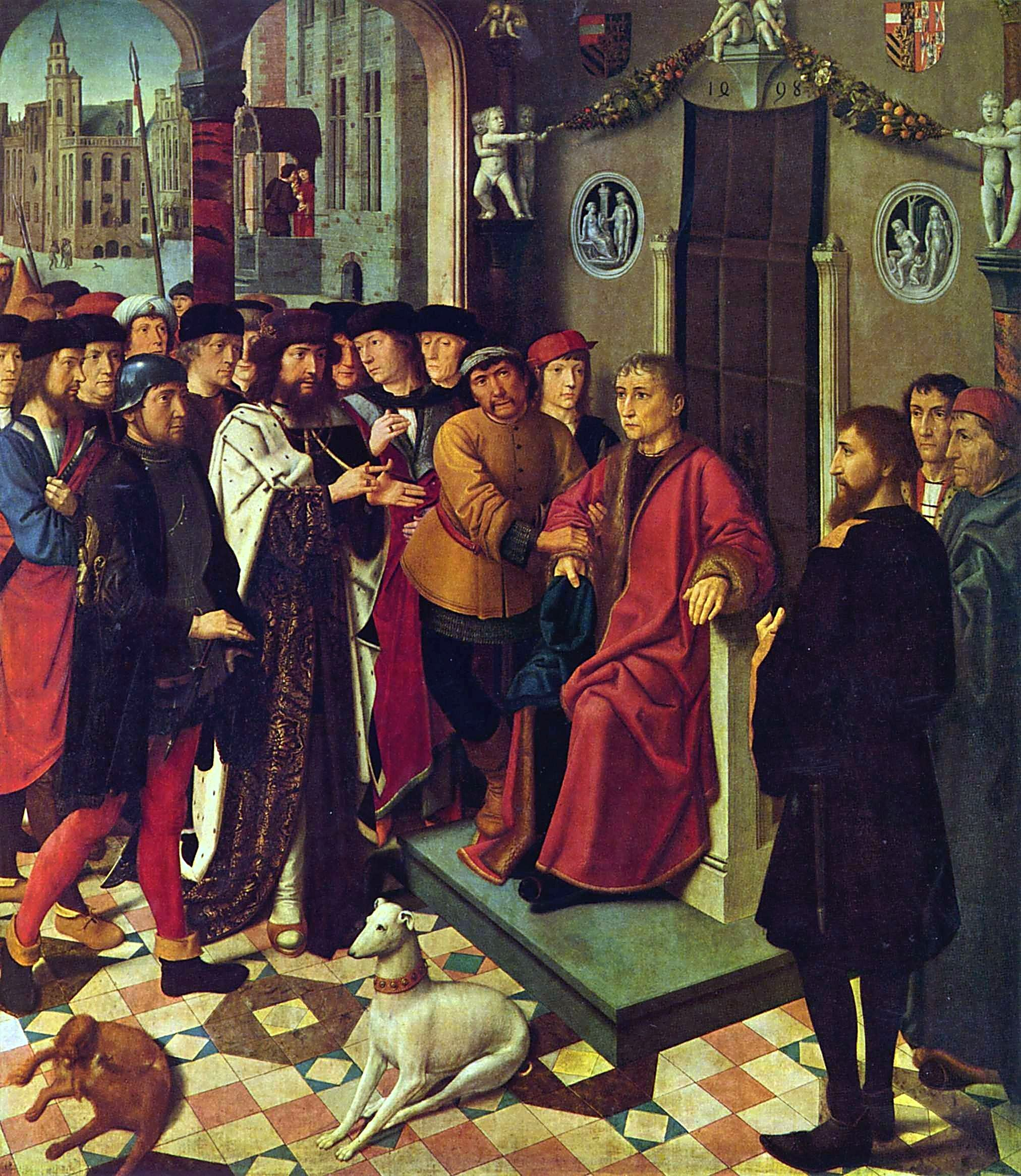
『カムビセスの審判』の左側詳細
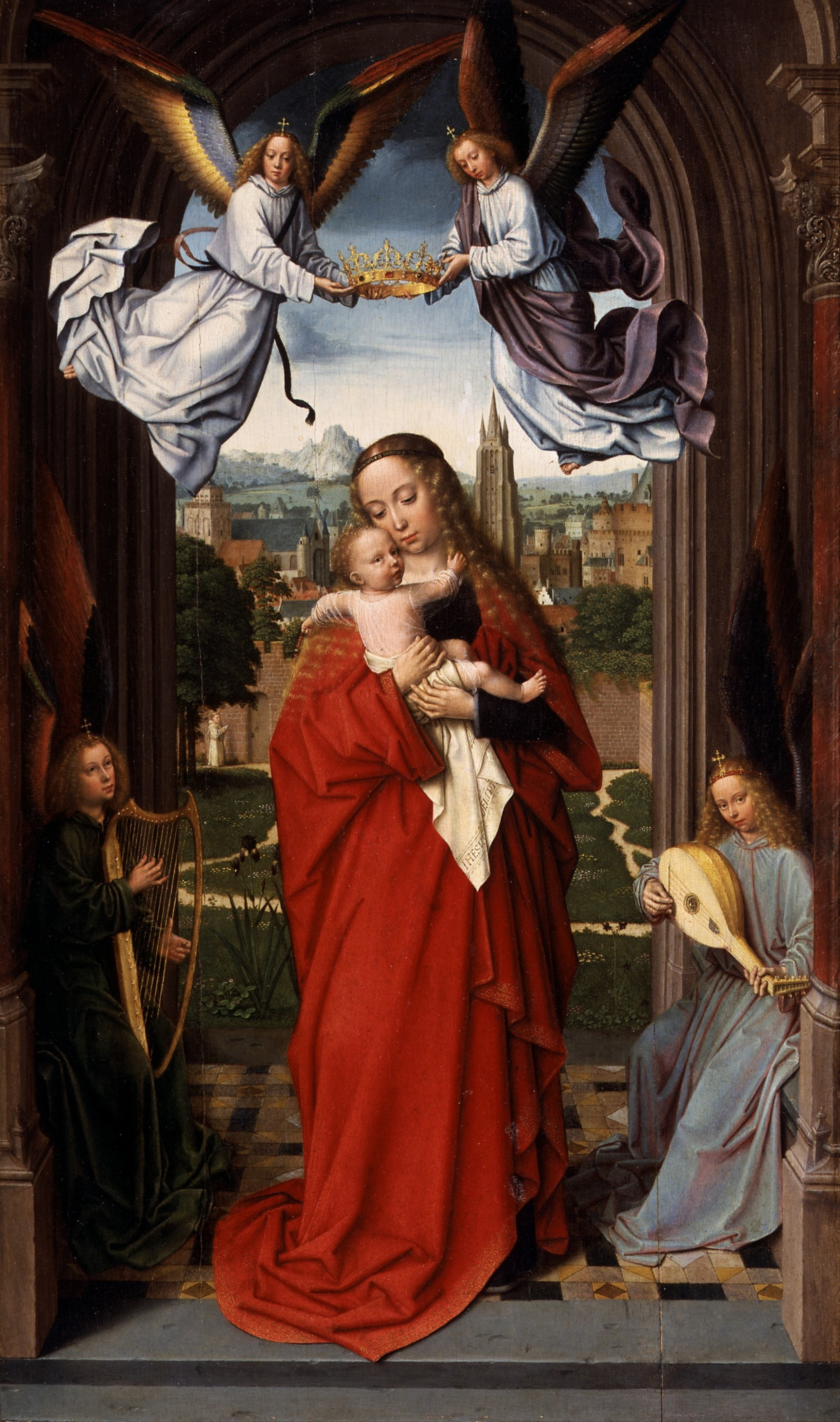
『聖母子と四人の天使』 (1510-1515年)、メトロポリタン美術館
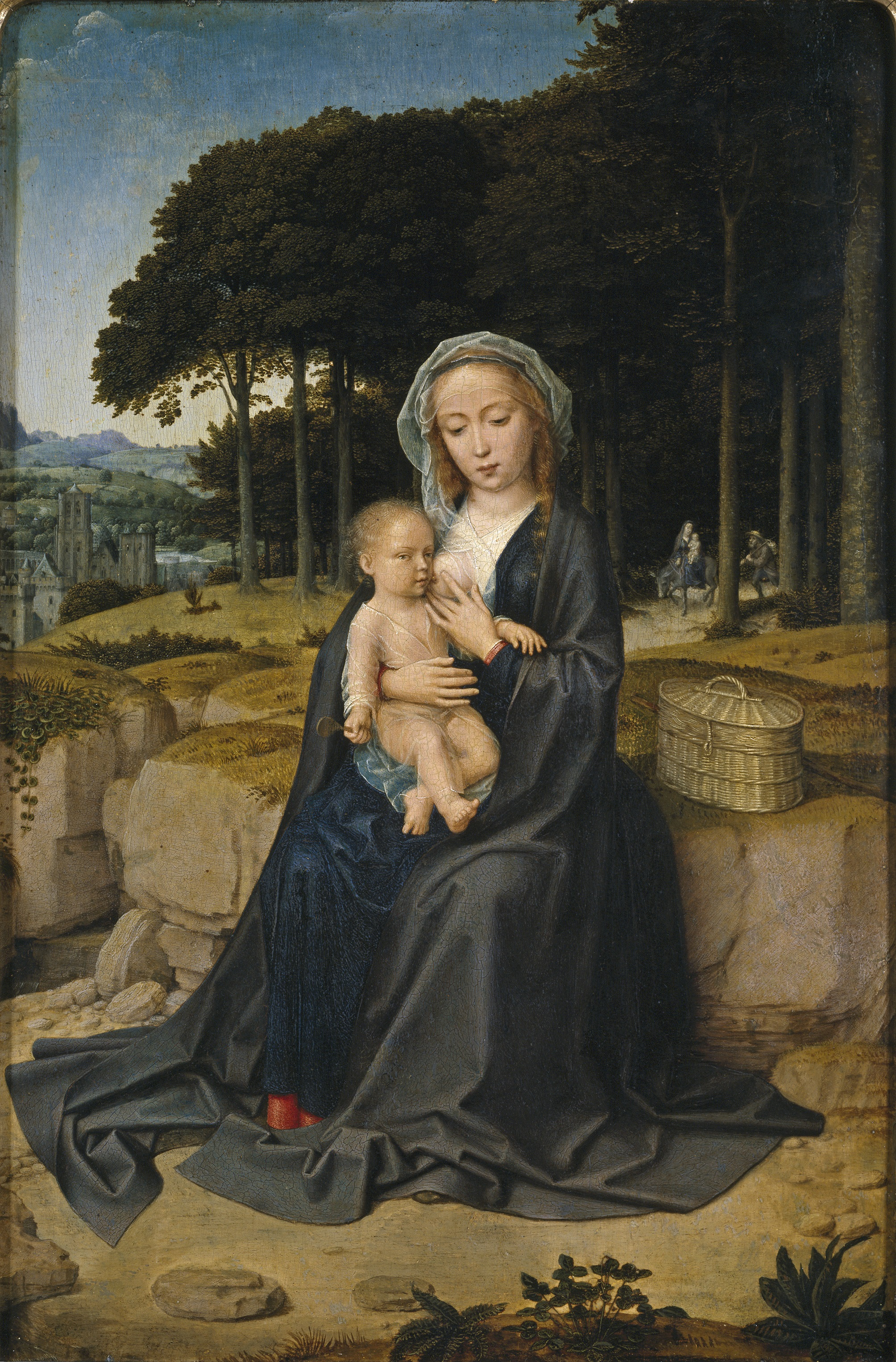
『エジプトへの逃避途上の休息』 (1515年頃)、プラド美術館
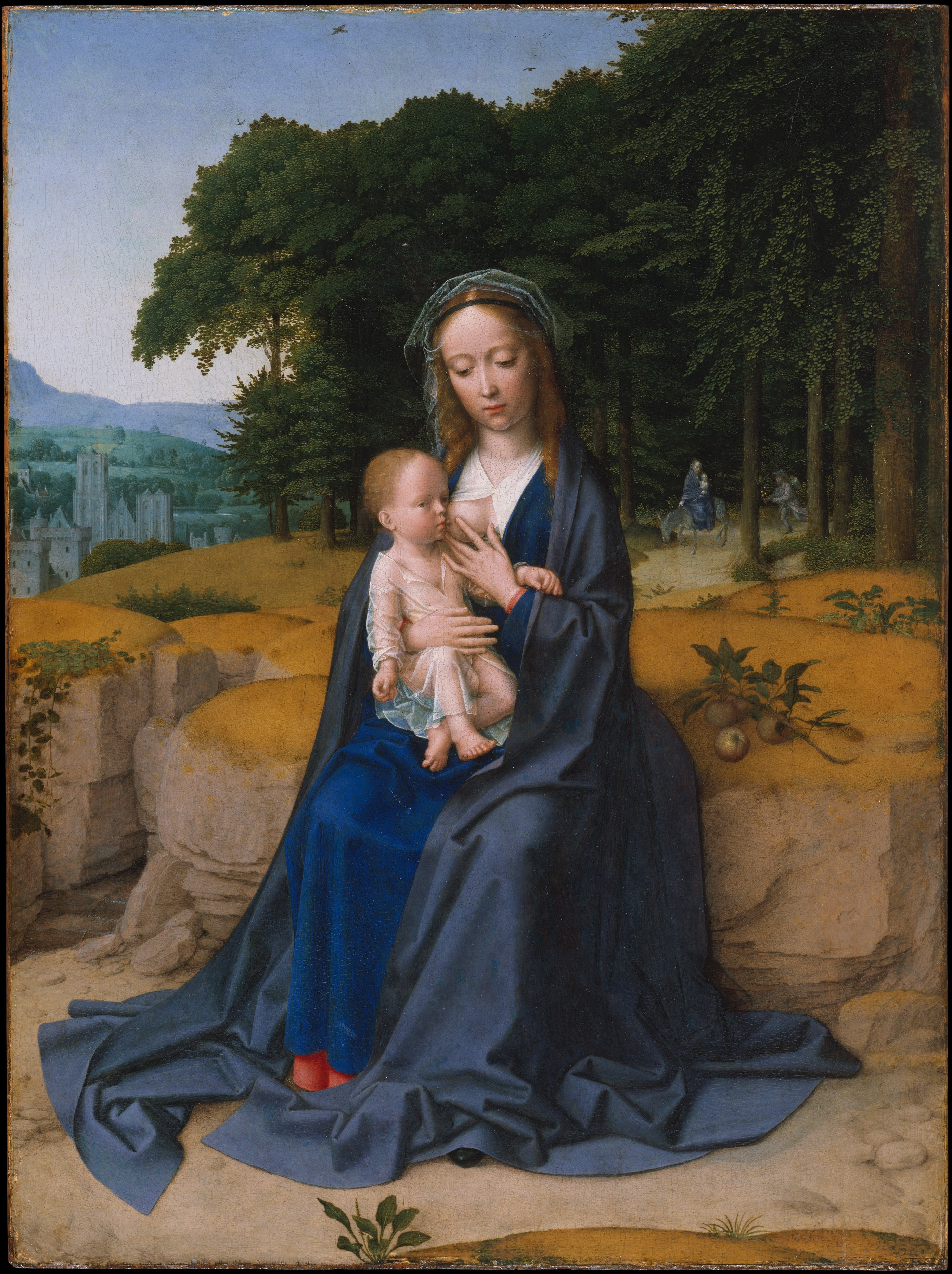
『エジプトへの逃避途上の休息』 (1515年頃)、メトロポリタン美術館

## 参照
1. ↑  Weale, Gerard David, Painter and Illuminator 1895; the Virgo inter Virgines appears in a 1527 inventory of the Carmelite convent of Sion at Bruges.